# Shimanto (ciudad)
Shimanto (四万十市 Shimanto-shi?) es una ciudad localizada en la prefectura de Kōchi, Japón. En junio de 2019 tenía una población estimada de 33.034 habitantes y una densidad de población de 52,2 personas por km². Su área total es de 632,29 km².

## Geografía

### Localidades circundantes
- Prefectura de Kōchi
  - Kuroshio
  - Mihara
  - Shimanto
  - Sukumo
  - Tosashimizu
- Prefectura de Ehime
  - Matsuno
  - Uwajima

## Demografía
Según los datos del censo japonés, esta es la población de Shimanto en los últimos años.
| 1995   | 2000   | 2005   | 2010   | 2015   |
| ------ | ------ | ------ | ------ | ------ |
| 38.991 | 38.784 | 37.917 | 35.933 | 34.313 |

## Relaciones internacionales

### Ciudades hermanadas
- Bozhou, China – desde el 26 de mayo de 1997